# T·J·漢布林
特倫斯·約翰·漢布林（英語：Terence John Hamblin，1943年3月12日—2012年1月8日）是一名英國學者和科學家，1987年至去世前擔任南安普敦大學免疫血液學教授。

## 生平
漢布林出生於英格蘭伍斯特，早年在漢普郡的奧爾德肖特度過，他和家人住在那裡的劍橋路；他曾在法恩伯勒文法學校（1954年—1961年）和布里斯托爾大學接受教育。
1974年，他被任命為伯恩茅斯的血液學顧問。他從事血液學和免疫學研究，先後成為血漿置換術、幹細胞移植、單株抗體療法、骨髓增生異常症候群和慢性淋巴細胞白血病的專家。他於1986年獲得根西島幹細胞移植獎學金，2002年因在慢性淋巴球白血病的傑出研究獲得比奈-拉伊獎章。
他是一位多產作家，撰寫了大量有關科學和醫學主題的書籍、章節、同行評審原創文章、評論、社論和網路文章。他曾任科學雜誌《白血病研究》（1986年—）的編輯，以及漫畫/醫學政治雜誌《世界醫學》（1976年—1984年）的專欄作家。
他最重要的研究發現是慢性淋巴球白血病有兩種形式，取決於免疫球蛋白重鏈可變區基因是否含有體細胞突變。若含有，患者的平均存活期為25年；若不含，患者的平均存活期為8年。
漢布林在BBC 2的《反擊》（Counterblast）系列節目中播出了一集「Of Mice and Men」（1998年），在這一集中，他主張在醫學研究中使用動物。
他宣傳說，與人們普遍認為的相反，菠菜的含鐵量並不比萵苣高，而粉紅色的多汁龍蝦根本不含鐵；與所有無脊椎動物一樣，龍蝦的呼吸色素是基於銅而不是鐵。他在1981年發表的《英國醫學期刊》論文中聲稱，人們之所以相信菠菜含鐵量高，是因為在1930年代發現了一個小數點錯誤；麥克·薩頓在2010年發表了一篇文章，對漢布林的說法提出質疑。薩頓在後來的一篇文章中發現，與人們的看法相反，漢布林並不是菠菜、大力水手、十進制錯誤神話的最初來源。2012年1月8日，漢布林因癌症去世，享年68歲。